# Річ (Родина Адамсів)
Річ Р. Річ (англ. Thing T. Thing), зазвичай просто Річ, — вигаданий персонаж із серіалу "Родина Адамсів ". Адамси назвали його „Річчю“, бо це було щось, що не можна було ідентифікувати. Відомий як „Cosa“ (Річ) в Іспанії, „Dedos“ (Пальці) в Латинській Америці, „Mano“ (Рука) в Італії, „La Chose“ (Річ) у франкомовних країнах і „eiskaltes Händchen“ (крижана маленька рука) німецькою мовою.

## Поява

### ФраншизаСімейка Аддамс
Річ була творінням Чарльза Аддамса, який малював комікси про сімейку Аддамс у журналі The New Yorker, починаючи з 1930-х років. Вперше річ з'являється у книзі Аддамса „Домосіди“ 1954 року. В одному з мультфільмів Аддамсів зображений особняк Аддамсів з табличкою на фасаді з написом „Остерігайтеся Речі“. Крім того, річ з'являється в оригінальному телесеріалі (1964—1966), відродженому серіалі „Нова сімейка Адамсів“ (1998), у фільмах »Родина Адамсів " (1991), "Моральні цінності сімейки Адамсів" (1993) та "Возз'єднання сімейки Адамсів" (1998), мультсеріалі 1992 року і мінісеріалі «Венздей» (2022).
У серіалі 1960-х років Річ — строго кажучи, безтілесне передпліччя, яке іноді з'являється з коробки на довжину біля ліктя — цю роль зазвичай виконував Тед Кессіді, який також грав похмурого дворецького Ларча. Обидва персонажі іноді з'являлися в одній і тій же сцені: у цьому випадку Річ грав один із членів знімальної групи, найчастіше — помічник режисера Джек Воглін. Річ зазвичай з'являється з ящиків, по одному розміщених у кожній кімнаті особняка Аддамсів, або з поштової скриньки у дворі. Іноді Річ з'являється через фіранку, з горщика з рослиною, з сімейного стінного сейфа або звідкись ще.
Оскільки Кессіді був більше двох метрів на зріст, використання його для зображення Речі створювало великі технічні складності на зйомках. У багатьох сценах він лежав на спині на колісному візку, нижче прямої видимості камер, і просовував руку через дно ящика. Зазвичай це була права рука, але Кессіді іноді змінював її на ліву, просто щоб подивитися, чи це хтось не помітить. У титрах Річ згадується «в ролі самої себе» наприкінці кожного епізоду.
У пізніших фільмах, завдяки досягненням у галузі спецефектів, річ (яку грає рука Крістофера Харта) може з'являтися і бігати на кінчиках пальців, як павук. У «Сімейних цінностях Аддамсів» показано, як Річ в'їжджає на машині в Деббі, щоб урятувати дядька Фестера. Фестер сідає в машину, і Річ відвозить їх в особняк Аддамсів, хоч і лякаючи Фестера в процесі. У серіалі 1998 року «Нова сімейка Аддамс» роль Речі грала рука канадського фокусника та актора Стівена Фокса. Його класична коробка з'являється лише в одному епізоді серіалу (римейк «Романсу Речі»); в інших з'ясовується, що Річ живе в коморі, яка була перетворена на свій «будинок у будинку».
Річ з'являється в оригінальному серіалі Netflix 2022 "Венздей ", де Річ зображує рука Віктора Дорабанту. У цій версії показано, що на Речі є шви. Гомес доручає Речі доглядати Венздей, поки вона відвідує Академію Невермор. Річ допомагає Венздей розгадати таємниці школи та міста Джеріко.

### В інших медіа
Реч присутня у рекламі 2021 року британського продавця меблів DFS, в рамках кампанії «Знайди свою річ».

## Інші руки
У серіалі 1960-х дві схожі руки були представлені в епізоді «Мортіша зустрічає королівську родину»:
- Леді Фінгерс: "служниця ", тітки Міллі, також відома як принцеса Міллісент фон Шлепп. Коли Міллісент приїхала в гості, річ і Леді Фінгерс покохали одне одного. Пізніше Леді Фінгерс повернулася до Хеллоуїна з новою родиною Аддамс як служниця бабусі Фрамп і в відродженому серіалі 1998 року як покоївка Претенсії.
- Есмеральда: ще одна жіноча рука найнята Міллісент після звільнення Леді Фінгерс. Есмеральда виявилася злодійкою, і Міллісент знову найняла Леді Фінгерс.

В епізоді «Річ зникла» Гомес та Мортіша знаходять портрет батьків Речі, чоловічої та жіночої руки. Відроджена серія 1990-х мала на увазі існування інших рук.